# 粉彩色

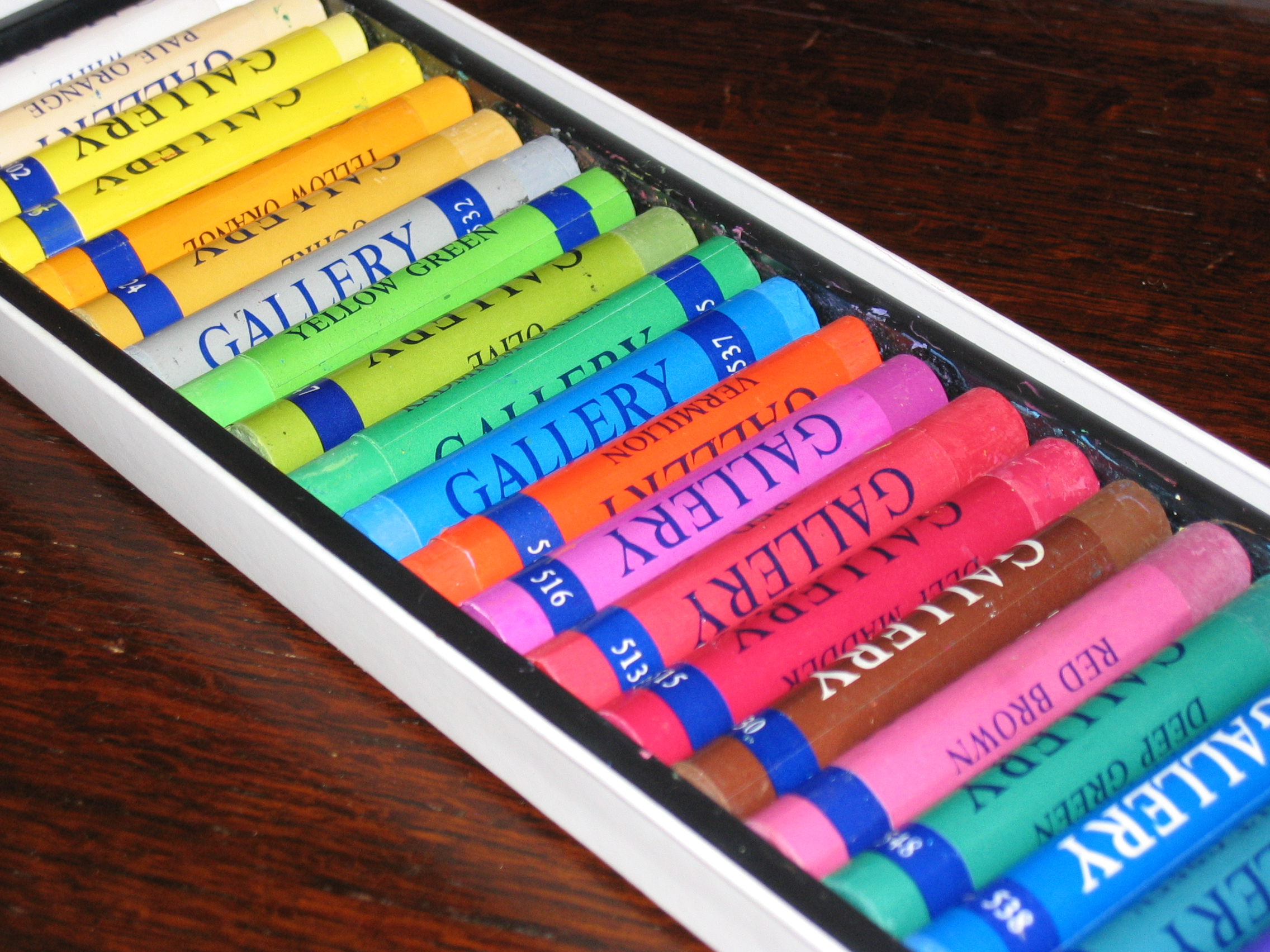

粉彩色（pastel colors）屬於淺色系的一種，在HSV色彩空間中有較高的明度和較低的色度。粉紅色、藕合色、淺藍色是常見的粉彩色。